# Чёрный Бор (Сморгонский район)
Чёрный Бор (бел. Чо́рны Бор, пол. Czarny Bór) — хутор в Сморгонском районе Гродненской области Белоруссии.
Входит в состав Жодишковского сельсовета.
Расположен в северной части района. Расстояние до районного центра Сморгонь по автодороге — около 10,5 км, до центра сельсовета агрогородка Жодишки по прямой — 9 км. Ближайшие населённые пункты — Белевичи, Марковцы, Новая Рудня. Площадь занимаемой территории составляет 0,0840 км², протяжённость границ 1370 м.
Согласно переписи население хутора в 1999 году насчитывало 2 жителя.
Существует три версии происхождения названия:
- Оттого, что возле поселения располагался обгоревший после лесного пожара (чёрный) лес;
- Оттого, что ближний лес был таким густым, что солнечный свет не мог пробиться в самый ясный день;
- От чернолесья — смешанного леса, растущего на болотах и в низинах.

Через хутор проходит автомобильная дорога местного значения Н7949 Девятни — Чёрный Бор — Смолярня — Подзелёная.
Чуть менее, чем в километре к северу от хутора находится ландшафтно-ботанический заказник «Голубые озёра».